# Encyclia cordigera
Encyclia cordigera är en orkidéart som först beskrevs av Carl Sigismund Kunth, och fick sitt nu gällande namn av Robert Louis Dressler. Encyclia cordigera ingår i släktet Encyclia och familjen orkidéer. Inga underarter finns listade i Catalogue of Life.

## Bilder

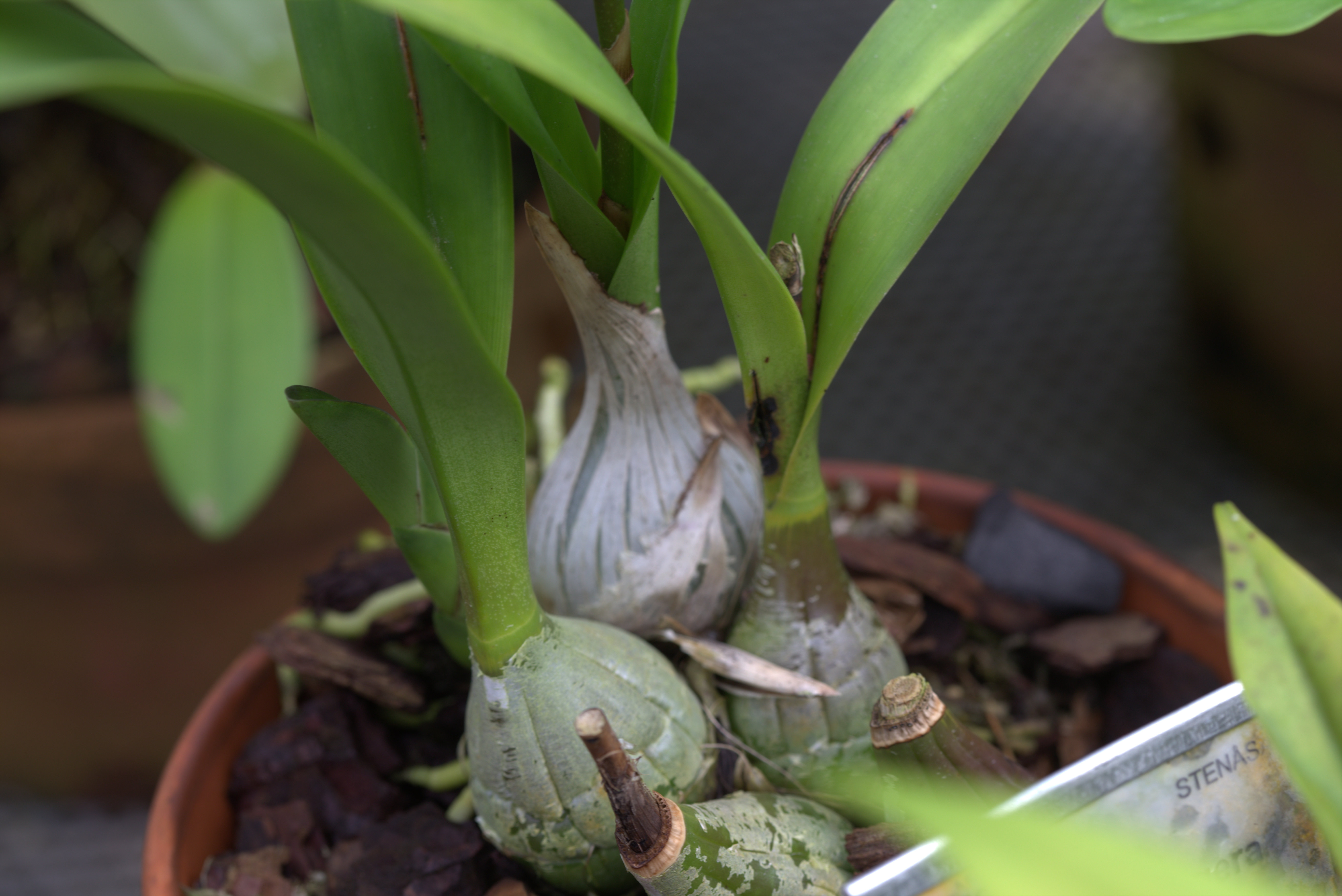
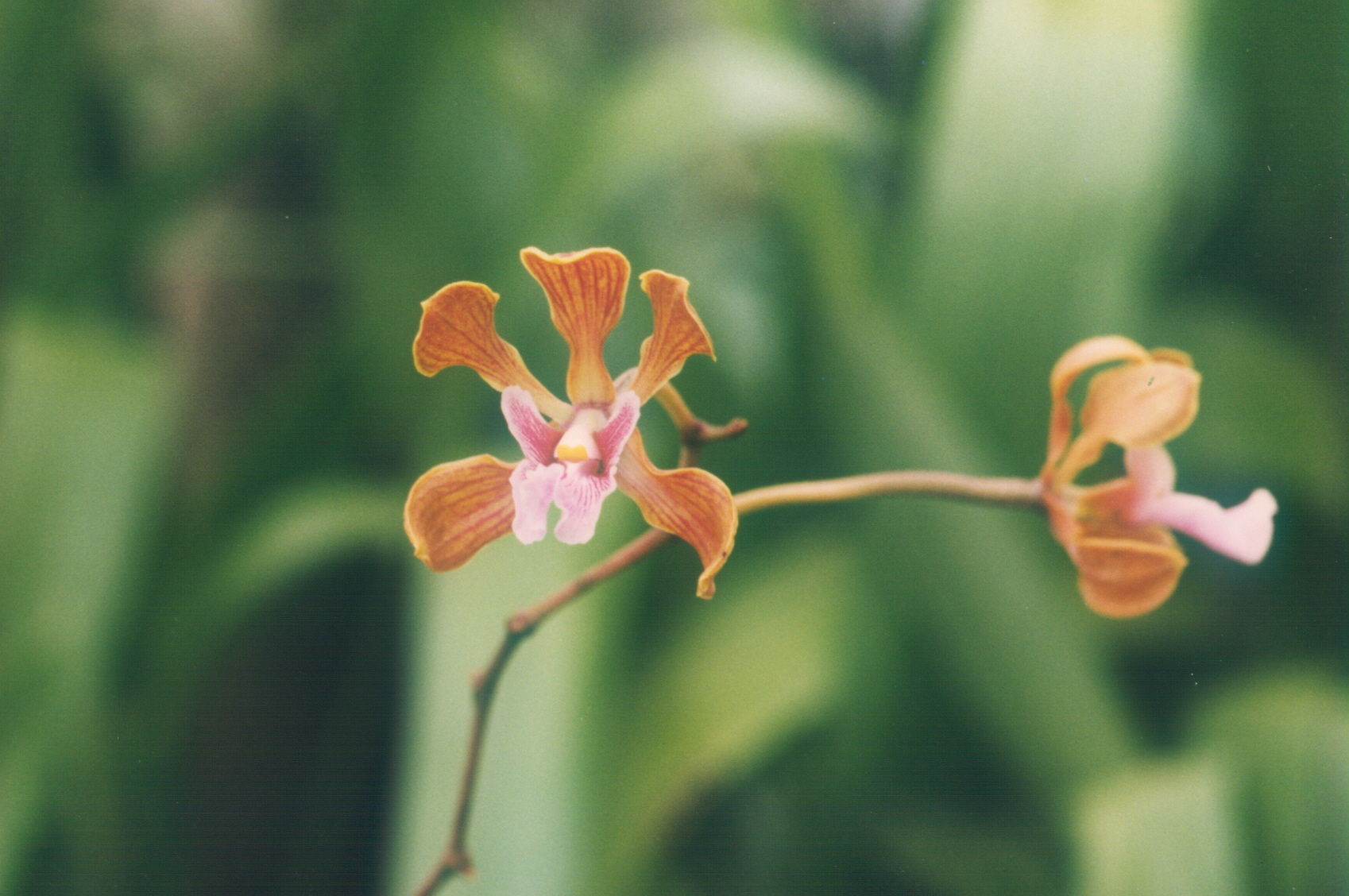
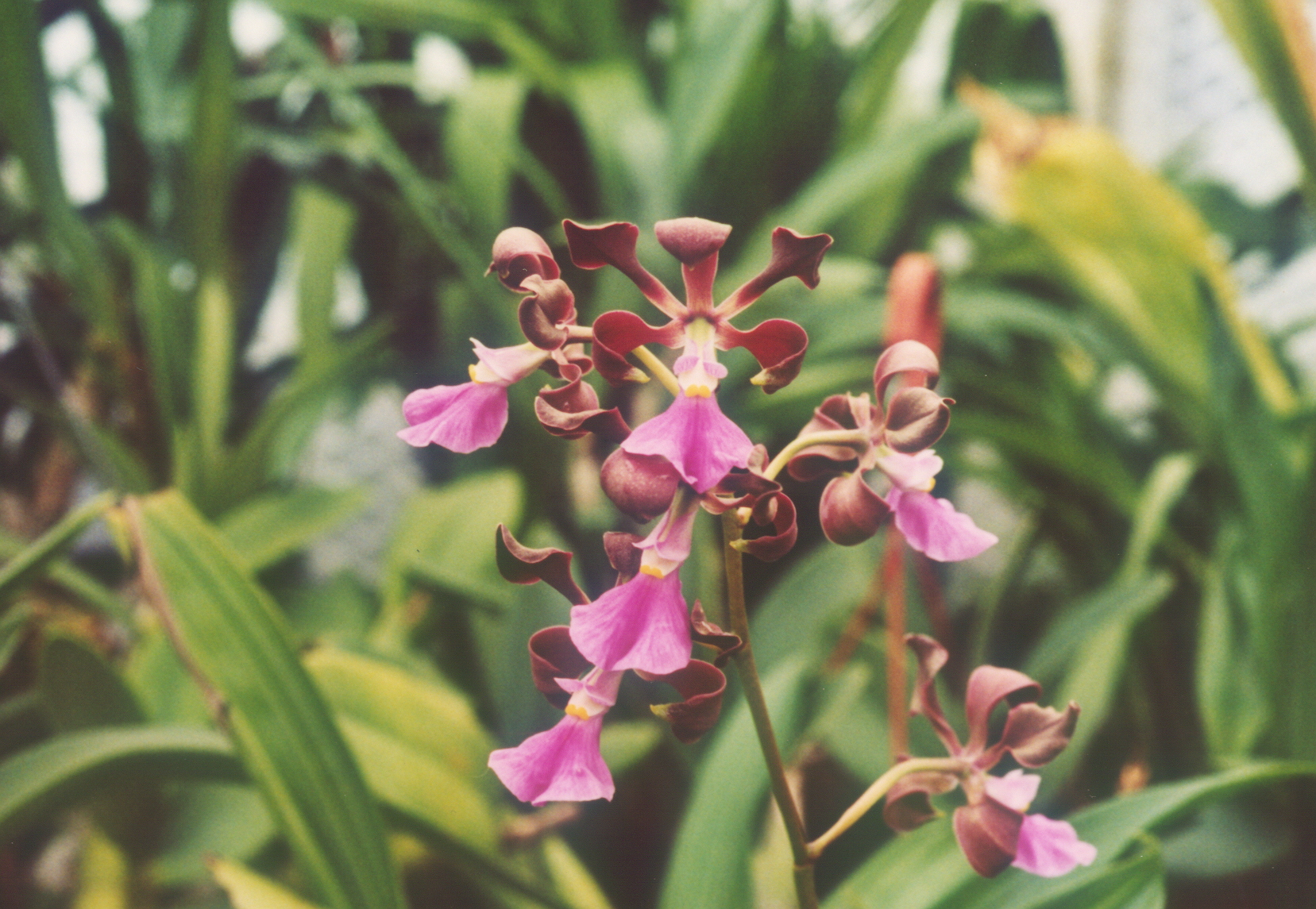
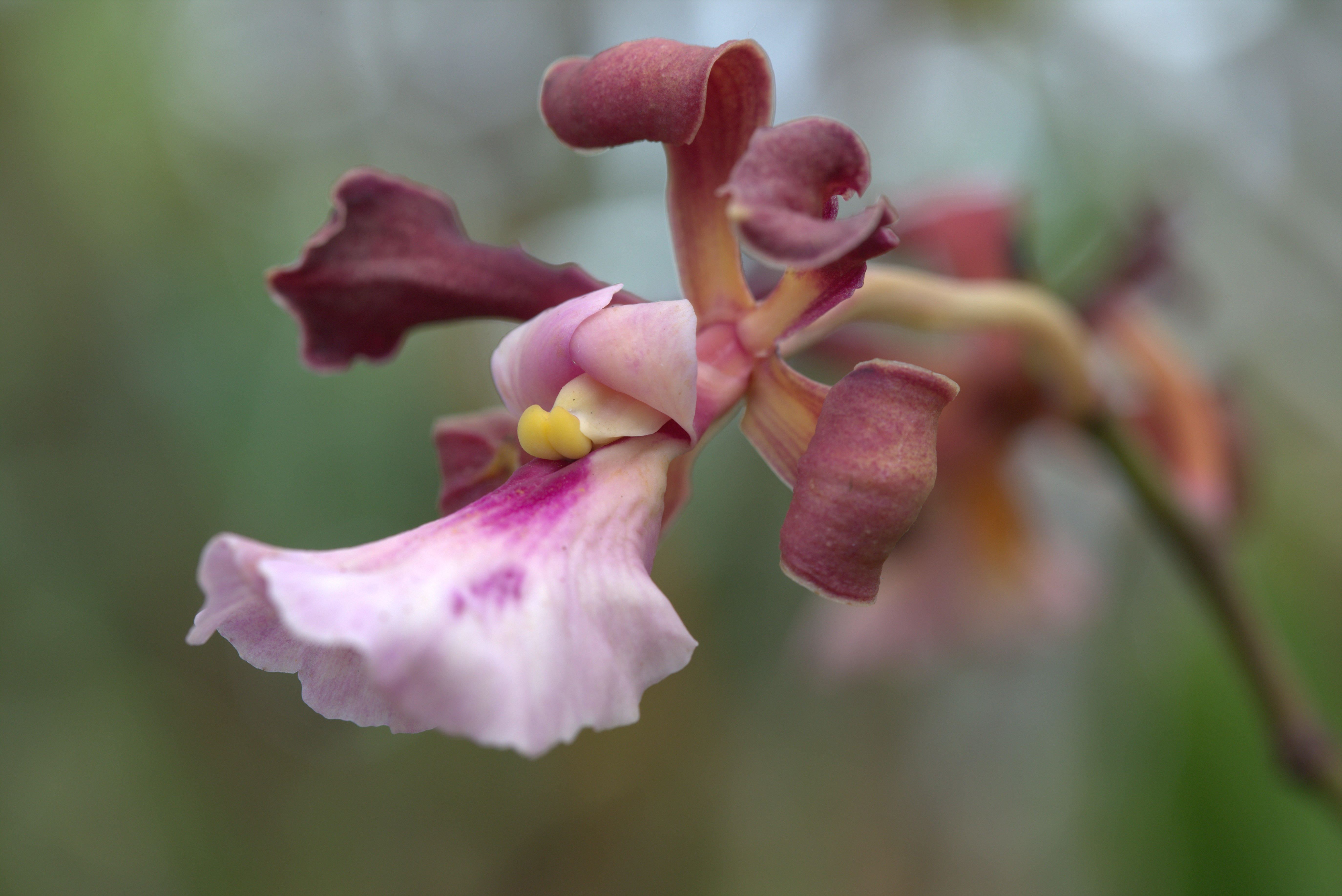
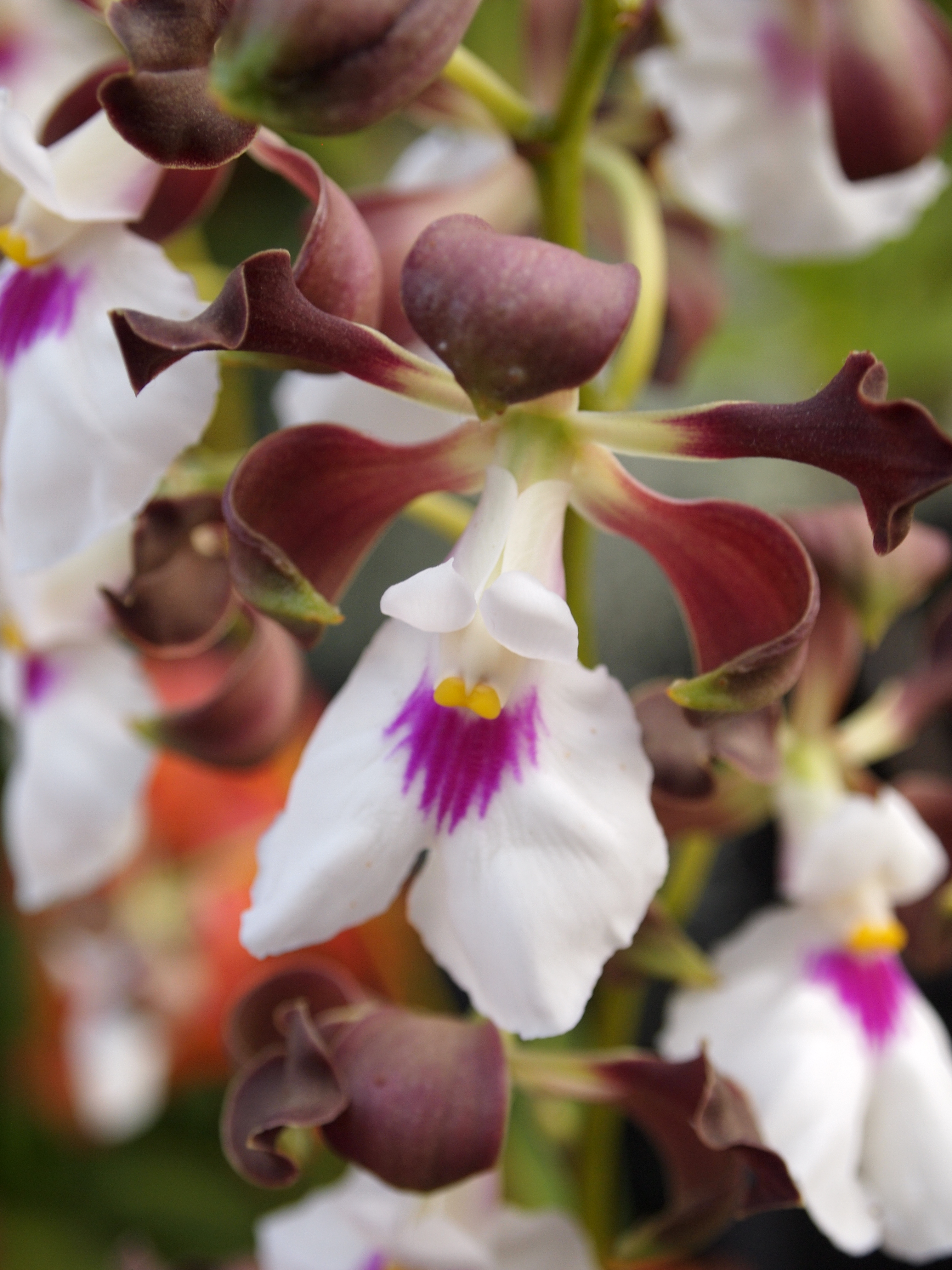